# يوسف كلاوسنر
يوسف كلاوسنر (بالعبرية: יוסף גדליה קלוזנר) (20 أغسطس 1874 – 27 أكتوبر 1958) مؤرخ يهودي وأستاذ الأدب العبري.
كان المُنَقِّحَ الرئيسي للموسوعة العبرية. ورُشِّح في أول انتخابات رئاسية في إسرائيل عام 1949، وخسر أمام حاييم وايزمان.
كما أنه العم الأكبر للأديب الإسرائيلي عاموس عوز.
حصل على جائزة إسرائيل في الدراسات اليهودية في عام 1957.

## حياته
ولد في أولكينيك في مقاطعة فيلنا في ليتوانيا في عام 1847. وفي بداية القرن العشرين غادرت عائلته ليتوانيا، واستقرت في أوديسا. ونشط في الأوساط الصهيونية والأدبية والعلمية في المدينة. وكان صهيونيا ملتزما وتعرف على تيودور هيرتسل شخصيا، وحضر المؤتمر الصهيوني الأول عام 1897.
درس في جامعة هيدلبرغ ونال منها درجة الدكتوراه.
وتولى في العام 1902 تحرير صحيفة «هشيلواح» خلفا للمفكر اليهودي آحاد هعام، وظل في ذلك المنصب لمدة 23 عاما.
زار كلاوسنر فلسطين للمرة الأولى عام 1912، واستقر بها عام 1919. وكان له نشاط واسع في لجنة اللغة العبرية.وفي عام 1925 أصبح أستاذاً للأدب العبري في الجامعة العبرية في القدس. وتخصص في تاريخ الهيكل الثاني. ورغم أنه ليس يهوديا أرثوذكسيا إلا أنه كان يحافظ على السبت وقوانين الطعام. وكان ذا اطلاع واسع على الأدب التلمودي والمدراشي.
كان عضوا في دائرة الناشطين السياسيين الصهيونين الروس من أوديسا، والتي شملت زائيف جابوتينسكي ومناحيم أوسيشكين. ورغم أنه لم يكن حزبياً إلا أنه كان يدعم الصهيونية التصحيحية.
أسس في يوليو 1929 لجنة الدفاع عن حائط المبكى للدفاع عن الحقوق اليهودية وحل المشاكل حول الدخول والترتيبات للصلاة في الحائط الغربي (حائط المبكى). وقد دُمِّر المبنى في حي تلبوت في القدس في أعمال شغب عام 1929.
ورغم أيديولوجيته الصهيونية، كان كلاوسنر على خلاف مع حاييم وايزمان. وكان الاثنان مرشحين في الانتخابات الرئاسية الإسرائيلية في عام 1949، حيث ترشح كلاوسنر عن حزب الليكود، وكان وايزمان مرشحا لحزب حيروت. وفاز وايزمان بالأغلبية في تلك الانتخابات، ليصبح أول رئيس للدولة.

## العمل الأكاديمي
حصل على درجة الدكتوراه في ألمانيا. وأحد كتبه المهمة كان عن المسيح، وهو كتاب «يسوع الناصري» وتتمته «من يسوع إلى بولس»، وأكسبته تلك الكتب الشهرة. ويصف فيها المسيح بأنه كان يهوديا وإسرائيليا حاول إصلاح الدين اليهودي، ومات يهودياً مخلصاً. وقد ترجم ذلك الكتاب هربرت دانبي وهو قص أنجليكاني من اللغة العبرية إلى اللغة الإنجليزية، لكي يستفيد منه علماء اللاهوت الناطقين بالإنجليزية. وغضب بعض رجال الكنيسة من دانبي لترجمته الكتاب، وطالبوه بالعودة من القدس. ومنح دانبي لاحقا كرسي تدريس التاريخ اليهودي.

## عاموس عوز
كتب عاموس عوز عن كلاوسنر في كتابه الشبيه بالسيرة الذاتية بعنوان «قصة عن الحب والظلام».

## جوائز وتقديرات
- منح كلاوسنر جائزة بياليك في عامي 1941 و1947 في مجال الفكر اليهودي.[13]

- منح جائزة إسرائيل في الدراسات اليهودية في عام 1957.[7]

- وضعت صورته على طابع بريد تكريما من دولة إسرائيل على إنجازاته.

## كتبه
- يسوع الناصري: حياته وعصره وتعاليمه[11] – 1921 – ترجمه دانبي هبربرت لدار نشر ماكميلان في نيويورك.

- تاريخ الأدب العبري الحديث (1785-1930) – 1932

- فكرة المخلص في إسرائيل: من بدايتها وحتى اكتمال الميشنا[14] – 1954

- يسوع الناصري: حياته وعصره وتعاليمه (نسخة جديدة منقحة) – 1989.

## معرض الصور

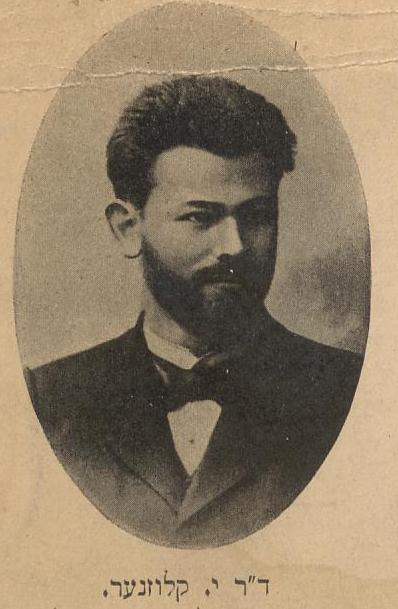
يوسف كلاوسنر في شبابه
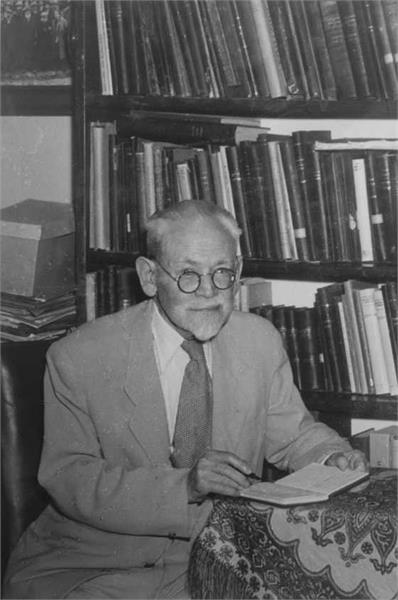
يوسف كلاوسنر في عام 1945